# Nguyễn Bá Lăng

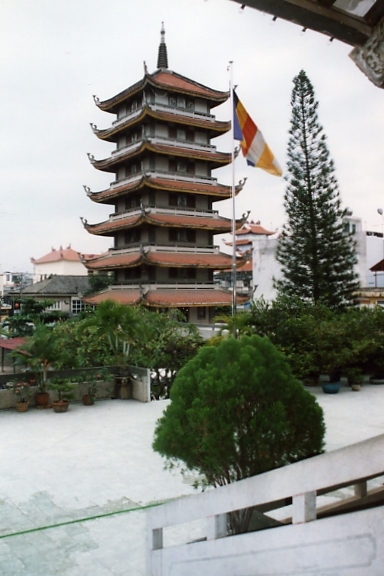
Tháp Quan Thế Âm cao 40 m của chùa Vĩnh Nghiêm do kiến trúc sư Nguyễn Bá Lăng thiết kế

Nguyễn Bá Lăng (1920-14 tháng 6, 2005) là một kiến trúc sư người Việt. Ông được biết đến qua một số công trình kiến trúc quy mô ở Việt Nam cùng những tác phẩm nghiên cứu về kiến trúc cổ truyền Việt Nam.

## Thân thế
Ông sinh quán ở Mỹ Hào, tỉnh Hưng Yên, miền Bắc Việt Nam, lúc đầu học Trường Cao đẳng Mỹ thuật Đông Dương rồi di cư vào Nam theo hoc ở Trường Cao đẳng Kiến trúc ở Đà Lạt và Sài Gòn, tốt nghiệp năm 1961.
Ngay từ năm 1950 ông đã làm việc cho Sở Quốc gia Bảo tồn Cổ tích thời Quốc gia Việt Nam ở ngoài Bắc cho đến năm 1955.
Về mặt kiến trúc, ông được nhắc đến là người đầu tiên dùng vật liệu hiện đại bê tông để thực hiện một công trình mang dáng nét kiến trúc truyền thống Việt Nam.
Từ năm 1956 đến 1975, ông làm tòng sự tại Viện Khảo cổ Sài Gòn chuyên về kiến trúc và mỹ thuật cổ truyền, kiêm cơ quan bảo trì của Viện.
Ông rời Việt Nam năm 1974 và định cư tại Pháp. Ông mất ngày 14 tháng 6 năm 2005 tại Paris, thọ 85 tuổi.

## Công trình kiến trúc

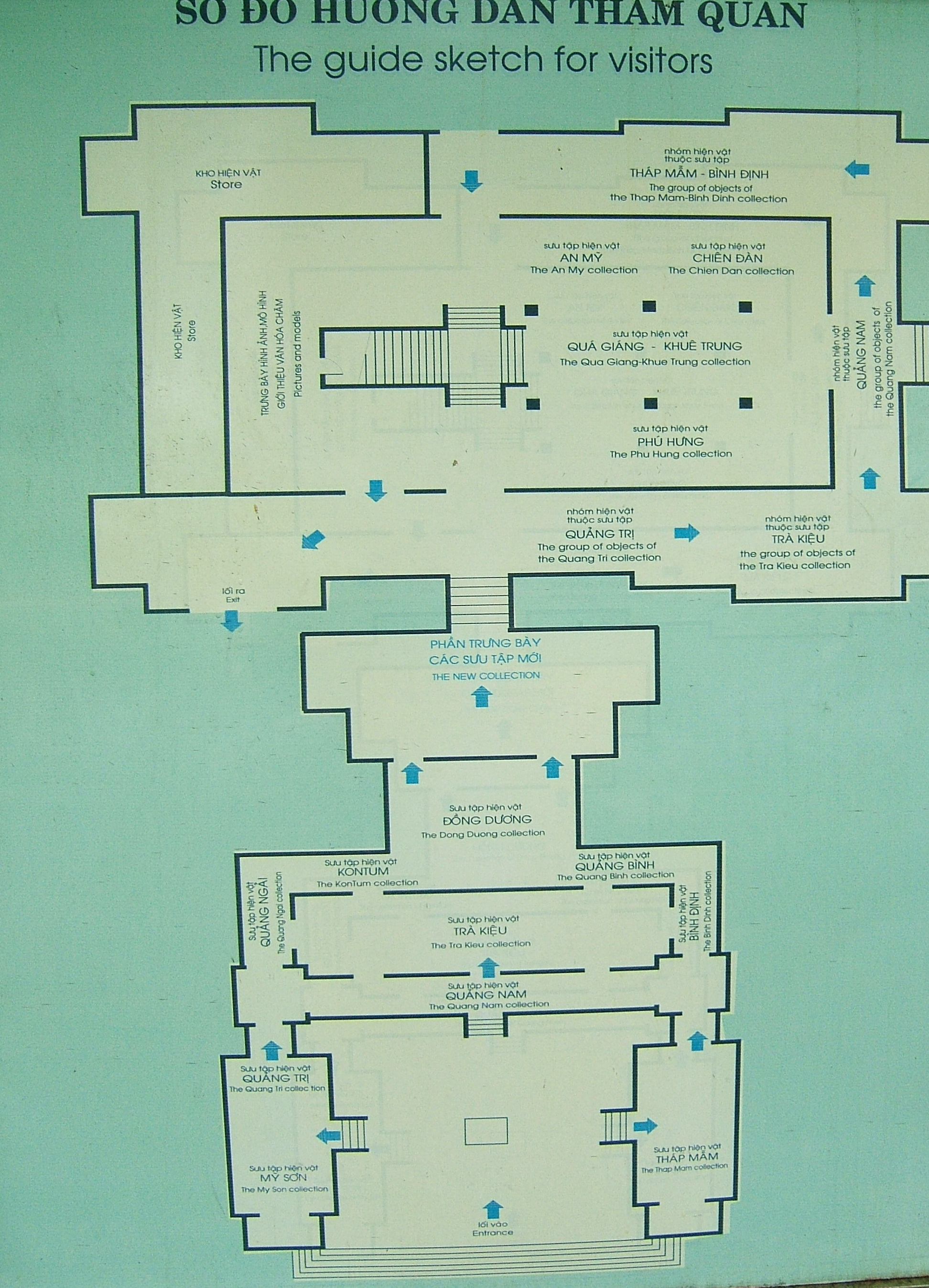
Họa đồ bình diện Bảo tàng Chàm Đà Nẵng ngày nay

### 1950-1955
- Trùng tu Trấn Ba Đình ở Đền Ngọc Sơn và tu sửa Đền Lý Quốc Sư (hợp tác với kiến trúc sư Nguyễn Gia Đức)
- Tu sửa Đền Tú Uyên, đền Voi Phục và đền Quan Thánh ở Hà Nội
- Dựng lại cầu Thê Húc năm 1953
- Lập họa đồ và trùng tu Chùa Một Cột năm 1955 sau khi Liên Hoa Đài bị phá sập năm 1954

### 1955-1975
- Xây đền thờ và Bảo tàng Kalong Chàm ở Phan Rí năm 1960
- Chùa Vĩnh Nghiêm, Sài Gòn 1966-74[2]
- Chùa An Quốc trong cư xá sĩ quan Chí Hòa, Sài Gòn năm 1972-1975
- Viện Đại học Vạn Hạnh
- Thiết kế trùng tu Đền thờ Nguyễn Huỳnh Đức ở thị xã Tân An
- Nới rộng thêm bảo tàng Quốc gia Việt Nam ở Sài Gòn (nay là Bảo tàng Lịch sử Thành phố Hồ Chí Minh) Viện Bảo tàng Huế và Bảo tàng Chàm ở Đà Nẵng
- Miếu Bà Chúa Xứ trên núi Sam, Châu Đốc năm 1973-1975 hợp tác với kiến trúc sư Huỳnh Kim Mãng

### Sau năm 1975
- Chùa Quan Âm tại Paris (Champigny sur Marne), Pháp
- Chùa Tịnh Tâm tại Sèvres, ngoại ô Paris
- Liên Hoa đài tại Làng Mai, Pháp
- Việt Nam Phật quốc tự, Bồ Đề Đạo Tràng, Lâm Tỳ Ni, Ấn Độ

## Tác phẩm nghiên cứu
Chùa xưa tích cũ
Kiến trúc Phật giáo Việt Nam Tập I và II